# Osteochilus waandersii
Osteochilus waandersii е вид лъчеперка от семейство Шаранови (Cyprinidae). Видът не е застрашен от изчезване.

## Разпространение и местообитание
Разпространен е във Виетнам, Индонезия (Калимантан и Суматра), Камбоджа, Лаос, Малайзия (Западна Малайзия и Саравак) и Тайланд.
Обитава сладководни басейни, реки и потоци.

## Описание
На дължина достигат до 20,5 cm.